# Xian de Xuwen
Le xian de Xuwen (chinois : 徐闻县 ; pinyin : Xúwén Xiàn) est un district administratif de la province chinoise du Guangdong. Il est placé sous la juridiction de la ville-préfecture de Zhanjiang.

## Démographie
La population du district était de 646 177 habitants en 1999.